# 斎藤清 (卓球選手)
斎藤 清（さいとう きよし、1962年9月30日 - ）は、日本の卓球選手。
1980年代に日本男子卓球界のエースとして活躍し、全日本卓球選手権男子シングルスで歴代2位の8度優勝や通算勝利数最多101勝などの輝かしい記録を残した。

## 人物
山形県東田川郡立川町（現庄内町）出身。立川中から埼玉の熊谷商業高等学校を経て明治大学を卒業後、日産自動車に入社。2010年現在、全日本卓球選手権男子シングルスで歴代2位の8度優勝する（のちに同じ明治大学出身の水谷隼が2017年に9度目の優勝を果たす）。ソウルオリンピック日本代表。妻は元卓球選手の嶋内よし子（2003年に逝去）。所属組織は「埼玉県教職員卓球連盟」。2010年に全日本卓球選手権で通算勝利を101勝とする。現在では埼玉県深谷市にある埼玉工業大学の職員として活動している。

## 主な戦績
- 1977年 - 全国中学校卓球大会 男子シングルス 優勝
- 1979年 - 全国高等学校総合体育大会卓球競技大会 男子ダブルス優勝、団体優勝
- 1980年 - 全国高等学校総合体育大会卓球競技大会 男子シングルス、ダブルス、団体優勝[2]
- 1981年 - 全日本学生卓球選手権 男子シングルス 優勝 男子ダブルス 優勝
- 1982年 - 全日本学生卓球選手権 男子シングルス 優勝 男子ダブルス 優勝、全日本卓球選手権 男子シングルス 優勝 男子ダブルス 優勝 混合ダブルス 優勝
- 1983年 - 全日本学生卓球選手権 男子シングルス 優勝 男子ダブルス 優勝、全日本卓球選手権 男子シングルス 優勝 男子ダブルス 優勝 混合ダブルス 優勝
- 1984年 - 全日本卓球選手権 男子シングルス 優勝 男子ダブルス 優勝
- 1985年 - 全日本社会人卓球選手権 男子シングルス 優勝
  - 全日本卓球選手権 男子シングルス 優勝
- 1986年 - 全日本社会人卓球選手権 男子ダブルス 優勝
  - 全日本卓球選手権 混合ダブルス 優勝
- 1987年 - 全日本社会人卓球選手権 男子ダブルス 優勝
  - 全日本卓球選手権 混合ダブルス 優勝
- 1988年 - 全日本卓球選手権 男子シングルス 優勝 混合ダブルス 優勝
- 1989年 - アジアカップ 男子シングルス 優勝、全日本社会人卓球選手権 男子シングルス 優勝、全日本卓球選手権 男子シングルス 優勝
- 1990年 - 全日本社会人卓球選手権 男子シングルス 優勝、全日本卓球選手権 男子シングルス 優勝
- 1992年 - 全日本卓球選手権 男子シングルス 優勝